# Ultra haute fréquence
La bande ultra haute fréquence (UHF, en anglais : ultra high frequency) est la bande du spectre radioélectrique comprise entre 300 et 3 000 MHz , soit les longueurs d'onde de 1 à 0,1 m.

## Vocabulaire

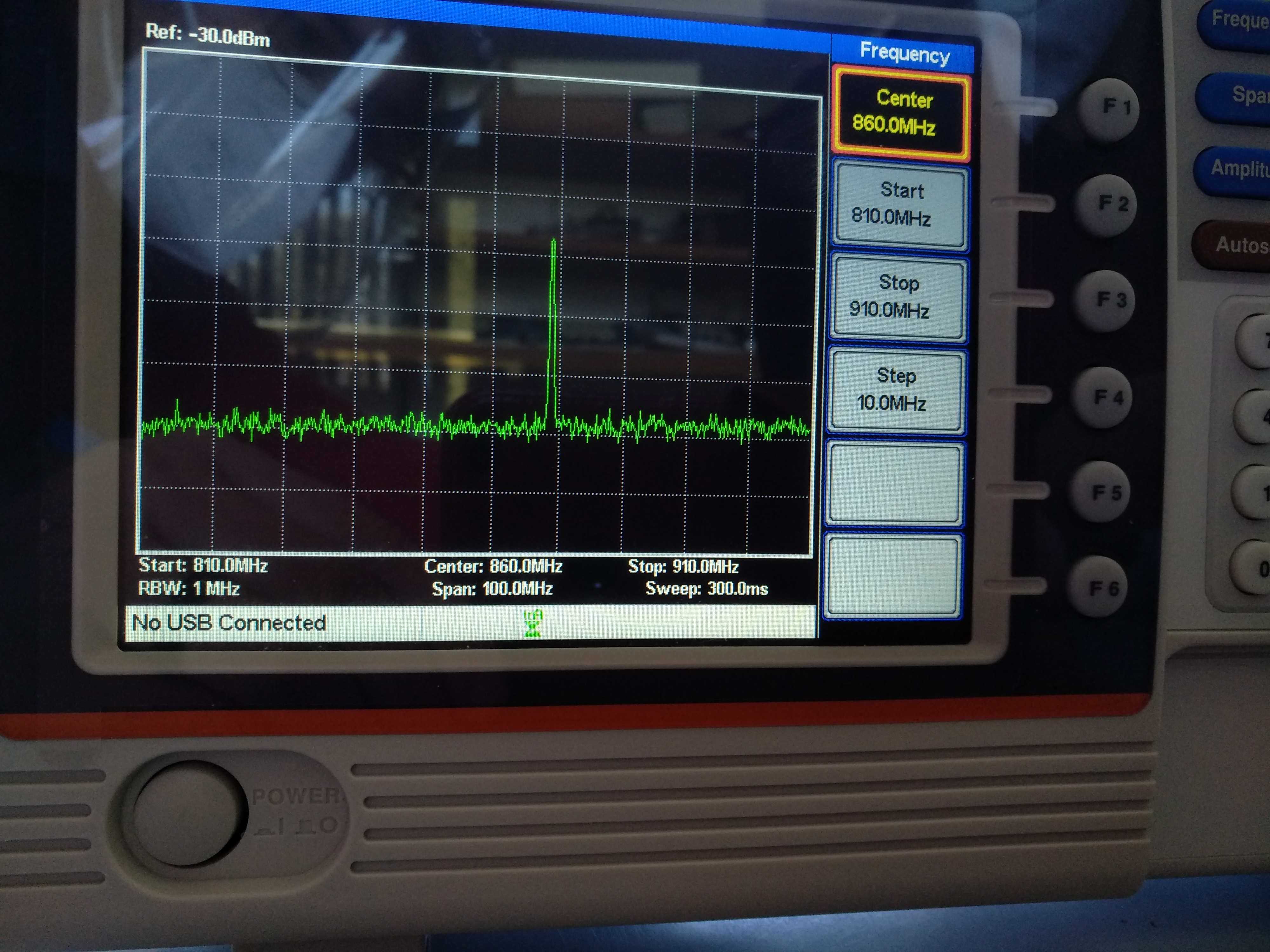
Analyse spectrale réglée sur 868.8 MHz, fréquence faisant partie de la bande UHF.

La bande UHF est le terme officiel désignant les fréquences radio de 300 à 3 000 MHz, mais la partie haute appartient plus généralement au domaine technique des « hyperfréquences » qui s'étend de 1 GHz (1 000 MHz) à 1 000 GHz. On y trouve donc des appellations anciennes et largement utilisées comme la Bande L et la Bande S. Strictement, au-dessus de 1 000 MHz , on considère qu'on entre dans le domaine des micro-ondes, même si cette limite d'1 GHz n'est qu'empiriquement 
L'UHF est connu par le grand public pour les antennes TV dites « râteau » et les antennes d'intérieur, servant à capter la TNT. En France entre 470 et 694 MHz[style à revoir].
En Espagne, ce terme servait à désigner la TVE 2 du 1er janvier 1965 au 14 novembre 1966.

## Propriétés générales

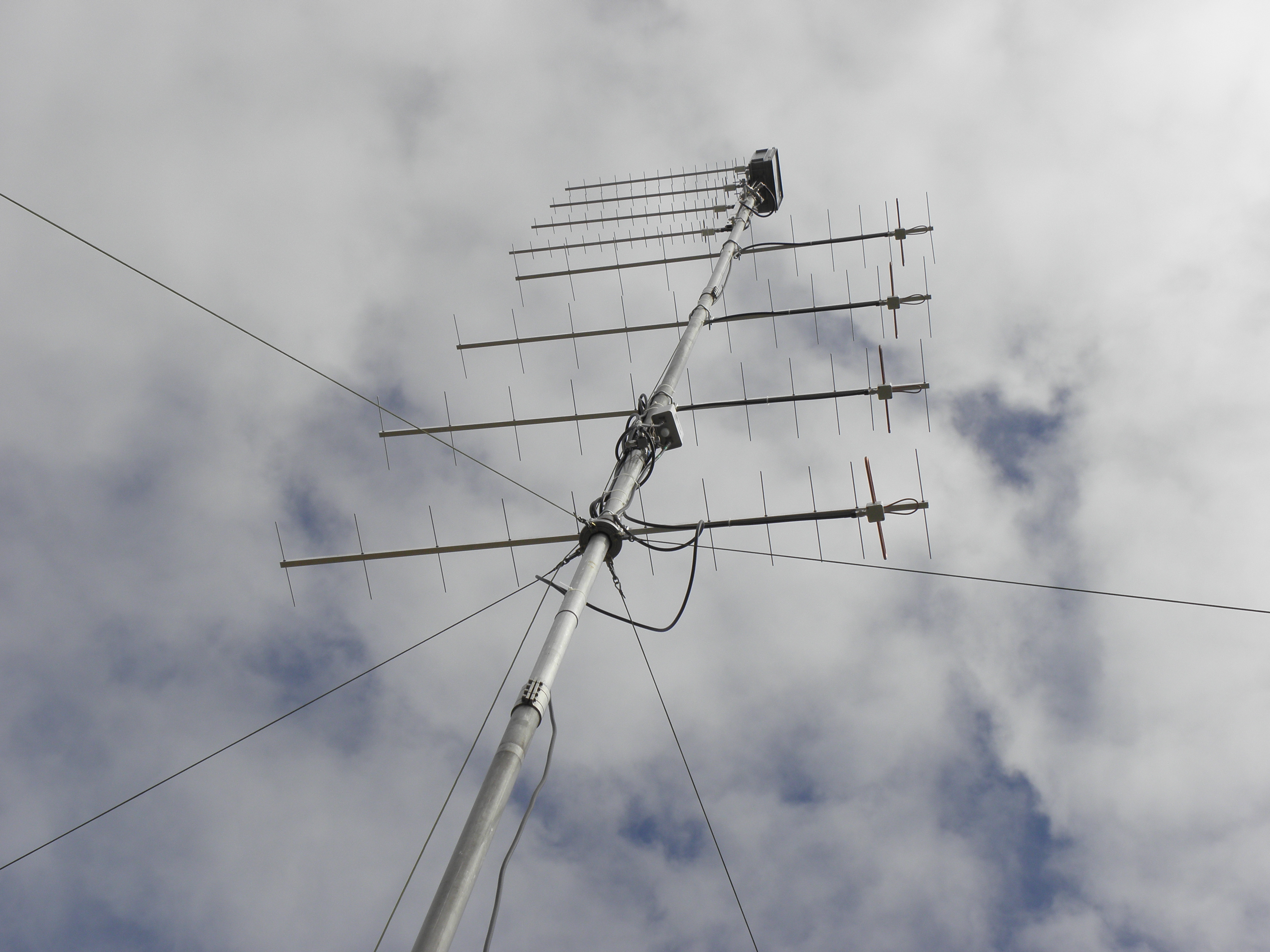
Groupement d'antennes pour les bandes des 70 cm et 23 cm

Les fréquences de type UHF se propagent principalement en vue directe. Leur usage s'est développé avec la saturation de la bande VHF pour les applications de radiotéléphonie fixe ou mobile et de télévision hertzienne, au fur et à mesure de la disponibilité de composants adaptés, en particulier le passage de l'électronique à tubes aux transistors. La bande au-dessus de 1 000 MHz a été utilisée d'abord pour les radars, puis les faisceaux hertziens, puis les liaisons satellitaires (GPS, téléphonie satellite), et enfin plus récemment pour les téléphones mobiles GSM, 3G, LTE, 4G et 5G et les liaisons Wi-Fi et Bluetooth. Le tableau ci-dessous résume cette répartition du spectre.

## Liaisons troposphériques
Les fréquences UHF sont également réfléchies de manière diffuse par la troposphère, ce qui permet la réalisation de faisceaux hertziens troposphériques sur des distances de quelques centaines de kilomètres. Comme l'atténuation est très importante, ces liaisons demandent des antennes très directives et de fortes puissances.

## Utilisations
Les ultras hautes fréquences ont des assignations spécifiques. Voici quelques exemples pour la France et le Canada.

### Canada
| Fréquence        | Utilisation                                        |
| ---------------- | -------------------------------------------------- |
| 300 à 328,6 MHz  | Mobile                                             |
| 328,6-335,4 MHz  | Radionavigation aéronautique                       |
| 335,4-399,9 MHz  | Mobile                                             |
| 399,9-400,05 MHz | Mobile par satellite                               |
| 400,05-400,15    | Fréquences étalon et signaux horaire par satellite |
| 400,15-406 MHz   | Auxiliaires de la météorologie                     |
| 406-410 MHz      | Mobile                                             |
| 410-420 MHz      | Recherche spatiale                                 |
| 420-430 MHz      | Mobile                                             |
| 430-450 MHz      | Radio amateur                                      |
| 450-470 MHz      | Mobile                                             |
| 470-608 MHz      | Radiodiffusion                                     |
| 608-614 MHz      | Radioastronomie                                    |
| 614-806 MHz      | Radiodiffusion                                     |
| 806-1164 MHz     | Mobile                                             |
| 1164-1350 MHz    | Radionavigation                                    |
| 1350-1400 MHz    | Mobile                                             |
| 1400-1427 MHz    | Radioastronomie                                    |
| 1427-1429 MHz    | Exploitation spatiale                              |
| 1429-1452 MHz    | Mobile                                             |
| 1452-1492 MHz    | Radiodiffusion numérique (DAB)                     |
| 1492-1559 MHz    | Mobile                                             |
| 1559-1626,5 MHz  | Radionavigation                                    |
| 1626,5-1660 MHz  | Mobile                                             |
| 1660-1670 MHz    | Radioastronomie                                    |
| 1670-1710 MHz    | Météorologie par satellite                         |
| 1710-2025 MHz    | Mobile                                             |
| 2025-2120 MHz    | Recherche spatiale                                 |
| 2120- 2200 MHz   | Mobile                                             |
| 2200-2300 MHz    | Recherche spatiale                                 |
| 2300-2500 MHz    | Radiolocalisation                                  |
| 2500-2596 MHz    | Mobile                                             |
| 2596-2686 MHz    | Radiodiffusion                                     |
| 2686-2690 MHz    | Mobile                                             |
| 2690-2700 MHz    | Radioastronomie                                    |
| 2700-3000 MHz    | Radionavigation                                    |

### France
| Fréquence              | Utilisation                                                                                 |
| ---------------------- | ------------------------------------------------------------------------------------------- |
| 225 à 326,5 MHz        | Bande aéronautique UHF militaire, contrôle espace aérien supérieur, service aéro-spatial    |
| 326,5 à 328,5 MHz      | Radioastronomie                                                                             |
| 328,5 à 328,6 MHz      | Aéronautique militaire                                                                      |
| 328,6 à 335,4 MHz      | Radionavigation aéronautique ILS « haut-bas »                                               |
| 335,4 à 400 MHz        | Bande aéronautique UHF, liaisons satellitaires, militaires, ACROPOL                         |
| 401 MHz                | fréquence montante satellitaire (ARGOS)                                                     |
| 406 à 406,1 MHz        | Radiobalise de localisation des sinistres                                                   |
| 430 à 440 MHz          | Trafic amateur, radionavigation (Syledis)                                                   |
| 433 MHz                | Télécommandes et liaisons domotiques, appareils radio portatifs faible portée LPD 433 MHz   |
| 444,6 MHz              | Appareils radio portatifs faible portée KDR 444 en Suède et en Norvège                      |
| 446 MHz                | Appareils radio portatifs faible portée PMR 446 MHz                                         |
| 466 MHz                | Radiomessagerie POCSAG pour la société e*Message (service Alphapage)                        |
| 470 à 614 MHz          | Bande IV : télévision (TNT)                                                                 |
| 614 à 694 MHz          | Bande V : télévision (TNT)                                                                  |
| 694 à 790 MHz          | Bande V : anciennement télévision. Télécommunications mobiles LTE depuis juin 2019          |
| 791 à 862 MHz          | Bande V : télécommunications mobiles 4G LTE                                                 |
| 863 à 865 MHz          | microphones sans fil                                                                        |
| 865 à 868 MHz          | Radio-identification (bande européenne) (EPCglobal (en) et ISO 18000-6c)                    |
| 876 à 960 MHz          | GSM, GSM-R et UMTS                                                                          |
| 960 à 1 215 MHz        | Radio Navigation Aéronautique (DME, TACAN)                                                  |
| 1 215 à 1 240 MHz      | GPS L2 code P/Y militaire                                                                   |
| 1 240 à 1 256 MHz      | GLONASS                                                                                     |
| 1 260 à 1 300 MHz      | trafic amateur, Galileo                                                                     |
| 1 420,4 MHz            | Raie d’hydrogène à la longueur d'onde de 21 centimètres                                     |
| 1 525 à 1 559 MHz      | liaisons mobiles satellitaires (réception Inmarsat)                                         |
| 1 563 à 1 587 MHz      | GPS L1 codes C/A civil et P/Y militaire, Galileo                                            |
| 1 591 à 1 610 MHz      | GLONASS                                                                                     |
| 1 610 à 1 625 MHz      | liaisons mobiles satellitaires (émission Globalstar) et 1,6106 à 1,6138 GHz Radioastronomie |
| 1 621,35 à 1 626,5 MHz | liaisons mobiles satellitaires (Iridium en time division duplex (TDD))                      |
| 1 626,5 à 1 660,5 MHz  | liaisons mobiles satellitaires (émission Inmarsat)                                          |
| 1 660 à 1 670 MHz      | Radioastronomie, satellites                                                                 |
| 1 668,4 à 1 700 MHz    | Auxiliaires météorologie, satellites                                                        |
| 1 700 à 1 710 MHz      | Météorologie, satellites, télémesure et poursuite de mobiles                                |
| 1 700 à 1 900 MHz      | Liaisons FH Faisceaux Hertziens                                                             |
| 1 710 à 1 880 MHz      | GSM et 4G/LTE à partir d'octobre 2013                                                       |
| 1 880 à 1 900 MHz      | DECT (Téléphone sans-fil numérique amélioré)                                                |
| 1900 à 1 979,7 MHz     | UMTS                                                                                        |
| 1980 à 2 025 MHz       | Liaisons mobiles satellitaires (liaison montante Iridium)                                   |
| 2110 à 2 169,7 MHz     | UMTS                                                                                        |
| 2160 à 2 200 MHz       | Liaisons mobiles satellitaires (liaison descendante Iridium)                                |
| 2400 à 2 483,5 MHz     | ISM, Bluetooth, Wi-Fi, télécommandes et liaisons domotiques                                 |
| 2484 à 2 499 MHz       | Liaisons mobiles satellitaires (réception Globalstar)                                       |
| 2500 à 2 570 MHz       | Télécommunications mobiles 4G                                                               |
| 2620 à 2 690 MHz       | Télécommunications mobiles 4G                                                               |
| 2700 à 3 400 MHz       | Radars S-band, balises radar Racons                                                         |

### Arcep
1. ↑  « Décision n° 2011-1510 de l’Arcep en date du 22 décembre 2011 », sur Autorité de régulation des communications électroniques, des postes et de la distribution de la presse (consulté le 23 décembre 2011)
2. 1 2 3 4  Fréquences GSM et UMTS (900 - 1800 - 2100 MHz)[PDF], Autorité de régulation des communications électroniques, des postes et de la distribution de la presse, 26 avril 2010.
3. ↑  ARCEP, Décision n°2013-0363 relative à la demande de la société Bouygues Telecom de réexamen des restrictions technologiques de son autorisation d’utilisation de fréquences dans la bande 1800 MHz au titre du II de l’article 59 de l’ordonnance n°2011-1012 du 24 août 2011, 14 mars 2013 ([PDF] en ligne)
4. 1 2  « Décision n° 2011-1080 en date du 22 septembre 2011 », ARCEP (consulté le 6 octobre 2011)